# Catumiri argentinense
Catumiri argentinense es una especie de araña que pertenece a la familia Theraphosidae (tarántulas). Esta especie, a pesar de ser de movimientos rápidos y nerviosos, no es agresiva.

## Nombre
En 1941, Mello-Leitão describió esta especie bajo el nombre de Cenobiopelma argentinensis, ya que creía que esta nueva especie era del género Cenobiopelma. Pero en 1993, Schmidt la transfiere al género Oligoxystre, y, más tarde, en el 2004, Guadanucci la redescribe y la transporta a otro género, el Catumiri, llamándola Catumiri argentinense.
Caturimi, en idioma tupí, significa "muy pequeña", y argentinense hace referencia a Argentina.

## Descripción física
Especie de pequeño tamaño, tiene un cuerpo alargado, y tiene una tonalidad caoba con muchos pelos amarillento, lo que da el aspecto de que parece dorada. La gran característica de esta araña es la total ausencia de setas urticantes sobre el opistosoma.
La hembra llega a medir entre 5 y 6 cm. de legspan (largo comprendido entre la primera pata de un lado hasta la cuarta pata del lado opuesto), y los machos son un poco más pequeños.

## Distribución geográfica
Se encuentra en Chile, especialmente en la Región de O'Higgins, Región del Maule y San Francisco de Mostazal. Además, se encuentra en Argentina, en las provincias de Catamarca, Córdoba, San Luis. Tucumán y Buenos Aires.

## Reproducción
El encuentro entre la hembra y el macho no suele ser problemático. Luego del apareamiento, la hembra coloca un ovisaco discoidal de 1.5 cm de diámetro, del cual saldrán, después de 2 meses, 70 crías.